# Anianei Szent Benedek
Anianei Szent Benedek (750 körül, Witiza néven – 821. február 12., Aachen mellett, Kornelimunster): bencés 
szerzetes, a nyugati szerzetesség második atyja. Munkásságával hozzájárult az új betűforma, a karoling minuszkula elterjesztéséhez.

## Élete és működése
Benedek vizigót származású családba született, és eredetileg a Witiza nevet kapta. Életrajzírója, Ardo szerint Aigulfnak, Maguelonne comesének (gróf) a fia volt. Katona volt, majd Kis Pippin és Nagy Károly udvarában is 
megfordult. 773-ban részt vett Nagy Károly itáliai hadjáratában, ahol majdnem belefulladt a Ticino folyóba, miközben a testvérét próbálta megmenteni. Ennek az élménynek a hatására szerzetes lett a Dijon melletti Saint-Seine monostorban. Szigorú életvitelét látván szerzetestársai felkérték őt az apáti tisztségre, azonban Benedek úgy látta, hogy a laza erkölcsöket lehetetlen megreformálnia, ezért inkább otthagyta a rendet, visszatért a családi birtokára, az aniani patak mellett remeteségbe vonult, de hamarosan itt is szerzetesrendet alapított.
Hosszan vizsgálta a különböző szerzetesrendek reguláit: először Nagy Szent Vazul és Pakhomiosz reguláját követte, de 
hamarosan rájött, hogy a nyugati embernek inkább Szent Benedek regulája felel meg, emiatt ezt vezette be a szerzetesei 
körében 787-ben. Alkuin mellett részt vesz az adopcianizmus eretnekségének felszámolásában. Ebből az ügyből kifolyólag Hispániában is megfordult.
Nagy Károly, majd fia, Jámbor Lajos reá bízták a bencés kolostorok megreformálását: először csak Aquitániában, majd egész Galliában, végül az egész birodalomban. Jámbor Lajos ezt elősegítendő, megalapította számára a császári székhely mellett lévő Indenben (ma: Kornelimünster)azt a kolostort, melyet a frank birodalom mintakolostorának szánt. Benedek pályájának csúcsa a 817-es aacheni zsinat volt, melyen a Capitulare Institutum nevű császári dekrétummal elrendelték, hogy a birodalom valamennyi bencés kolostora kövesse a Benedek által kitalált változtatásokat. A rendelet gyakorlatba való átültetése azonban nem sikerült.

## Jelentősége
Anianei Benedek tevékenysége tükrözi az egyház és az állam közötti megváltozott kapcsolatot. A császárhoz, és általában a világi hatalomhoz való viszony pápai ideológiáját a Donatio Constantini fejezte ki. Ebből kitűnik, hogy a pápaság mindig is magát tekintette a római császárság örökösének, és mint az Tours-i Szent Gergely életéből és Eugippius Vita Sancti Severinijéből is látható, a helyi közigazgatás pedig teljesen a klérus kezébe került, mivel eltűnt a világi értelmiség, a beözönlő barbár germán törzseknek pedig nem volt elég írástudó emberük.
A bizánci fegyverektől nem védett, és a longobárdok által szorongatott II. István pápa azután megállapodást kötött Kis Pipinnel 751-ben, és a pápaság úgy vélte, hogy ennek részeként a frank uralkodók elfogadták a pápai elképzeléseket a császárság feletti rendelkezésről. Nagy Károly császárrá koronázására is ennek szellemében került sor – Einhard azonban megjegyzi, hogy Nagy Károly nem örült ennek, mivel tökéletesen tisztában volt azzal, hogy a pápai koronázással a római egyházfő egyben ki is fejezte a világi hatalom feletti szupremácia-igényét.
Amikor az utolsó útján járt ott, más cél is lebegett a szeme előtt. A rómaiak sok sérülést okoztak Leo főpapnak, kitolták a szemét és kivágták a nyelvét, így arra kényszerítették, hogy segítséget kérjen a királytól. Rómába ment, hogy az egyházi ügyekben rendet tegyen, amelyek nagyon zavarosak voltak, és ott töltötte az egész telet. Ekkor volt, hogy megkapta az imperator és augustus címeket, amitől eleinte annyira idegenkedett, hogy kijelentette, hogy nem tette volna aznap a lábát a templomba, ha előre látta volna a pápa szándékát. Nagy türelemmel viselte a római császárok amiatti féltékenységét, hogy elfogadta ezeket a címeket. Nagyon rosszul viselték ezt a lépést és csak gyakori követjárások és levelek útján, amiket mint testvéreinek címzett nekik sikerült fennhéjázásukat alárendelnie nagyságának, amiben megkérdőjelezhetetlenül magasan felettük állt.
A papi nevelést kapott Jámbor Lajos azonban önként behódolt a pápaságnak. Állameszménye egy olyan birodalom volt, mely – Agobard megfogalmazása szerint – nem gótokból, frankokból, longobardokból, hanem keresztényekből áll. Ennek a jámbor lajosi politikának 2 jellemző mozzanata van: egyrészt az Ordinatio Imperii című dokumentum, melyben Lajos kijelenti, hogy a birodalom célja a keresztény lelkek ápolása, és az üdvösség előmozdítása. A másik pedig a Pactum Ludovici, amely azt a gyakorlatot jelentette, hogy a császár nem szólt bele a pápa kiválasztásába, azt a klérus és a római nép választja. Megválasztása után a pápa nem tesz hűségesküt a császárnak, de a császárkoronázás, illetve a császári cím elnyerése a pápától függ.
Benedek reformjai ebbe az egyházszervezési szemléletváltásba illenek. Benedek ki akarta zárni a világi befolyást a kolostorokból, illetve egységesítésre törekedett: ennek keretében ki akarta zárni a világi diákokat a kolostori iskolákból, illetve az apát megválasztását csak a szerzetesekre, illetve a klérusra akarta bízni, valamint missi dominici nevű szerzeteseket küldött ki, hogy ellenőrizzék az egyes kolostorok életvitelét. Érthetően ez kiváltotta a világi nemesség ellenállását, ami Jámbor Lajos elleni lázadásukban, és fiainak trónra léptetésében, és végül a birodalom felosztásában manifesztálódott.
Sokkal sikeresebb volt a Benedek-féle reform az opus dei, azaz az istentisztelet terén: Benedek pontosította a napi zsolozsmák tartalmát és azok megtartásának időpontját. Ezek a reformok eleinte segítettek megszilárdítani a bencések szervezetét, mely majd a Cluny kongregációban éri el csúcspontját – hosszabb távon azonban az egyházi fényűzés meghonosításához vezettek, ami ellen az új, ún. koldulórendek fognak fellépni.

## Művei
- Liber ex reguliis diversorum Patrum Collectio
- Codex regularum monasticarum et canonicarum
- Epistulae